# Hans Heinrich Reclam

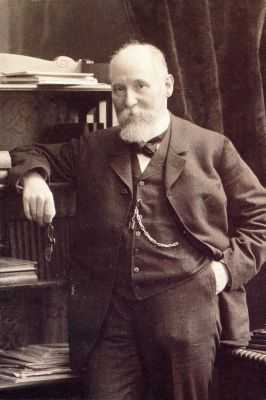
Hans Heinrich Reclam (um 1900)

Hans Heinrich Reclam (* 18. Mai 1840 in Leipzig; † 30. März 1920 ebenda) war ein deutscher Verleger, Buchdruckereibesitzer und Geheimer Kommerzienrat.

## Leben und Werk
Hans Heinrich Reclam ist der Sohn des Gründers des Reclam-Verlages in Leipzig Anton Philipp Reclam (1807–1896). 1863 trat er in den Verlag ein und wurde 1868 zu dessen Teilhaber. Von 1890 bis 1917 war er der Inhaber des Unternehmens. Unter seiner Führung ab 1867 wurde die schon vom Vater begründete Reclams Universal-Bibliothek stark erweitert und zu seinem Lebenswerk. Während seiner Ägide wurde das neue Verlagsgebäude im Graphischen Viertel erbaut. Ab 1900 war er Eigentümer der Villa Swiderski/Reclam in der Karl-Tauchnitz-Straße 35 im Musikviertel. Er war Stadtverordneter von Leipzig von 1888 bis 1892.
Hans Heinrich Reclams Urne wurde im Reclamschen Erbbegräbnis in der IX. Abteilung des Neuen Johannisfriedhofs beigesetzt, von wo sie 1965 nach Stuttgart überführt wurde.